# کینک من کارماست
«کینک من کارماست» (به انگلیسی: My Kink Is Karma) ترانه‌ای از خواننده-ترانه‌پرداز آمریکایی چپل رون می‌باشد که در ۶ مهٔ سال ۲۰۲۲ به‌عنوان چهارمین تک‌آهنگ از نخستین آلبوم استودیویی وی تحت عنوان از عرش تا فرش یک پرنسس غرب میانه (۲۰۲۳) منتشر گردید.